# Li Na (kolarka)
Li Na (chiń. 李娜; pinyin Lĭ Nà; ur. 9 grudnia 1982) – chińska kolarka torowa, mistrzyni świata w keirinie.

## Kariera
Jej największym sukcesem jest wywalczenie złotego medalu w keirinie na mistrzostwach świata w Kopenhadze w 2002 roku. Chinka bezpośrednio wyprzedziła Francuzkę Clarę Sanchez oraz Australijkę Rosealee Hubbard i tym samym została pierwszą w historii mistrzynią w tej konkurencji. W tym samym roku zwyciężyła również w sprincie indywidualnym podczas igrzysk azjatyckich w Pusan. Nie startowała na igrzyskach olimpijskich.